# Westhaven

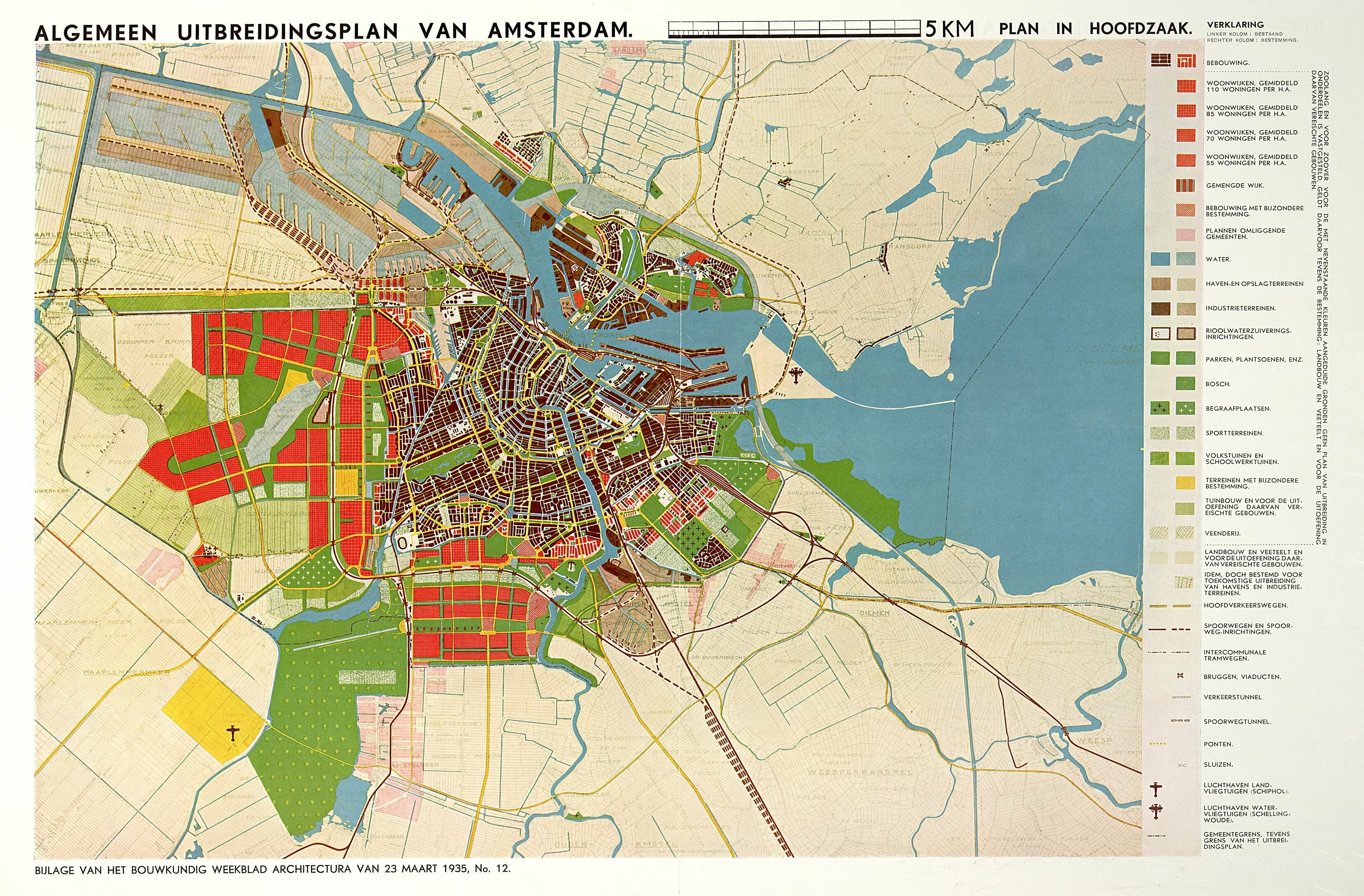
Plankaart van het Algemeen Uitbreidingsplan met daarin linksboven de Westhaven.

De Westhaven is een haven in het Westelijk Havengebied in Amsterdam en werd aangelegd als onderdeel van het Algemeen Uitbreidingsplan van 1934.
De haven ligt ten westen van de vroegere Hembrug, aan de zuidkant van het Noordzeekanaal, in de vroegere Groote IJpolder. Het eerste deel werd gegraven in 1937 en werd toen aangeduid als 'Fordhaven', naar de nabijgelegen automobielfabriek van Ford. De weg ernaartoe kreeg in 1945 de naam Westhavenweg.
In 1961 werd de haven met een kilometer in zuidelijke richting verlengd tot bij de Basisweg. Hierbij werd ook het voormalige eiland De Horn doorgraven. In 1962 werd ook de tot dan toe onofficiële naam Westhaven vastgesteld, evenals die van de nieuwe aangrenzende havens: Sonthaven, Bosporushaven, Suezhaven, Hornhaven, Beringhaven, Mainhaven en Moezelhaven. Het is een van de grootste havenbekkens van het Amsterdamse havengebied.
Nabij de haven ligt het raccordement Amsterdam Westhaven van de Nederlandse Spoorwegen.
| Havens en werven in het Amsterdamse havengebied |
| --- |
| · Afrikahaven Zanzibarhaven Madagascarhaven Amerikahaven Alaskahaven Cacaohaven Texashaven Aziëhaven Australiëhaven Tasmaniëhaven ADM-haven Westhaven Hornhaven Moezelhaven Mainhaven Beringhaven Suezhaven Bosporushaven Sonthaven Jan van Riebeeckhaven Usselincxhaven C. Reynierszhaven Adenhaven Ashaven Petroleumhaven Coenhaven Mercuriushaven Vlothaven Neptunushaven Minervahaven Houthaven Nieuwe Houthaven Bewaarhaven Oude Houthaven Sixhaven Ponthaven IJhaven Ertshaven Spoorwegbassin Entrepothaven Shipdock NDSM Oranjewerf Oranjesluizen P.W.Alexandersluis Noordzeekanaal IJ Dirk Metselaarhaven Isaac Baarthaven Wim Thomassenhaven |